# 河原崎泰昌
河原崎 泰昌（かわらさき やすあき、1970年 - ）は、日本の農芸化学者。専門は、生物工学・分子生物学・応用生物科学）。学位は、博士（農学）（名古屋大学・1997年）。静岡県立大学食品栄養科学部・大学院食品栄養環境科学研究院准教授。
理化学研究所基礎科学特別研究員、名古屋大学大学院生命農学研究科助手、静岡県立大学食品栄養科学部助教授などを歴任。

## 略歴
- 1970年 - 誕生
- 1992年 - 名古屋大学農学部農芸化学科卒業
- 1994年 - 名古屋大学大学院農学研究科食品工業化学専攻博士前期課程修了
- 1997年 - 名古屋大学大学院農学研究科食品工業化学専攻博士後期課程修了
- 1997年 - 理化学研究所基礎科学特別研究員
- 1998年 - 名古屋大学大学院生命農学研究科助手
- 1999年 - コンビナトリアルバイオエンジニアリング研究会幹事
- 2002年 - テキサス大学オースティン校博士研究員
- 2005年 - 日本農芸化学会中部支部幹事
- 2006年 - 静岡県立大学食品栄養科学部助教授
- 2006年 - 静岡県立大学大学院生活健康科学研究科助教授
- 2007年 - 静岡県立大学食品栄養科学部准教授。
- 2007年 - 静岡県立大学大学院生活健康科学研究科准教授。
- 2009年 - 日本生物工学会大会実行委員
- 2009年 - 静岡県農林技術研究所組換えDNA実験安全委員会委員
- 2010年 - バイオインダストリー協会トピックス委員
- 2010年 - 日本農芸化学会中部支部連絡評議員。
- 2010年 - 静岡生命科学若手フォーラム委員
- 2011年 - 日本生物工学会中部支部評議員
- 2012年 - 静岡県立大学大学院食品栄養環境科学研究院准教授
- 2012年 - 日本農芸化学会中部支部学術奨励賞審査委員

## 研究
専門は農芸化学。生物工学・分子生物学・応用生物科学、特に遺伝子工学や分子生物工学の分野を研究する。具体的には、蛋白質や遺伝子を解析するための技術の開発や、進化工学的な手法を用いた酵素の機能改良などに従事する。『Journal of Bioscience and Bioengineering』に共同で発表した論文に対して、2004年に日本生物工学会より生物工学論文賞が授与された。
学会などの活動としては、日本農芸化学会、日本分子生物学会、日本生物工学会、コンビナトリアルバイオエンジニアリング研究会、酵素工学研究会、American Chemical Society、静岡ライフサイエンス若手フォーラム、バイオインダストリー協会、Asian Federation of Biotechnologyなどに所属。日本農芸化学会中部支部では、幹事、連絡評議員、学術奨励賞審査委員などを務めた。

## 受賞歴
- 2004年 - 生物工学論文賞。

## 関連人物
- 竹石桂一